# Can Mestre Xic (Sant Pere de Ribes)
Can Mestre Xic és una obra noucentista de Sant Pere de Ribes (Garraf) protegida com a Bé Cultural d'Interès Local.

## Descripció
Casa situada al nucli de Ribes que delimita amb la finca de Can Punxes. És un edifici cantoner de planta rectangular i dues crugies. Consta de planta baixa i pis i té la coberta a dues vessants amb el carener paral·lel a la façana. La planta baixa s'obre amb un portal i un finestral d'arc rebaixat ceràmic essaltat amb una motllura. Els tres finestrals del primer pis (el central es troba tapiat) són d'arc mixtilini i tenen sortida a un balcó corregut de baranes forjades. El coronament de l'edifici està decorat amb una imbricació dentada suportada per petites mènsules, interromput a la part central per un capcer quadrangular d'igual decoració. A nivell de forjat hi ha una cornisa i a mitja alçada del primer nivell hi ha un fris de rajola ornamental. L'acabat exterior és arrebossat i pintat de color blanc i les obertures i cornises de color rosat. El Catàleg de Protecció del Patrimoni Històric-Artístic del Pla General d'Ordenació Urbana de l'any 2001 en protegeix la façana.